# Cyphon maculipennis
Cyphon maculipennis is een keversoort uit de familie moerasweekschilden (Scirtidae). De wetenschappelijke naam van de soort werd in 1968 gepubliceerd door Bernard Klausnitzer.